# Vibeke Reumert
Vibeke Elisabeth Reumert (3. oktober 1909 i København – 2. august 2003) var en dansk lydbogsindlæser og skuespillerinde.
Medvirkede i filmene Jeg mødte en morder (1943) og Giv Gud en chance om søndagen (1970) og indlæste et hav af lydbøger – lige fra H.C. Andersen til Morten Korch.
Datter af skuespilleren Poul Reumert og søster til Dyveke Reumert.